# پارک ملی سیرا نوادا (اسپانیا)
پارک ملی سیرا نوادا (انگلیسی: Sierra Nevada National Park) یکی از پارک‌های ملی اسپانیا است که در استان‌های گرانادا، آلمریا و مالاگا در اندلس قرار دارد. این منطقه در سال ۱۹۹۹ به عنوان پارک ملی معرفی شد.